# Webster University
La Webster University è un'università privata statunitense con sede a Webster Groves, nel Missouri. 
Offre corsi graduate e undergraduate in varie discipline, tra cui arti liberali, arti performative, insegnamento secondario, economia e management.
Il campus principale è a Webster Groves, un sobborgo di St. Louis. L'università dispone di altri campus in Europa (Svizzera, Austria e Paesi Bassi) e in altri paesi, tra i quali Tailandia, Ghana e Cina. 

## Storia
Venne fondata nel 1915 dalle Suore di Loreto con il nome Loretto College. Il nome venne cambiato nel 1924 con Webster College. Inizialmente riservato alle donne, nel 1962 cominciarono ad essere ammessi anche gli uomini. 
Nel 1967 le Suore di Loreto trasferirono la proprietà ad un consiglio di amministrazione privato. È stato il primo college cattolico degli Stati Uniti ad essere completamente controllato da laici. Nel 1983 il Webster College cambiò nome con quello attuale.